# Beifang Benchi ND
Beifang Benchi ND або BeiBen ND — сімейство важких вантажівок компанії Beifang Benchi, яка входить в корпорацію Norinco.

## Опис
На підставі угоди з німецьким концерном Daimler-Benz, підписаного у вересні 1988 р, підприємство випускає широку гаму вантажівок із заводським індексом ND, аналогічних автомобілів Mercedes-Benz SK першої серії, оснащених агрегатами, що виготовляються в Китаї. У гамму входять вантажівки з колісними формулами 4x2, 4x4 (сімейство 1000), 6x2, 6x4, 6x6 (сімейство 2000), 8x4, 8x8 (сімейство 3000) і 10 x 4 (сімейство 4000). Двигуни потужністю 240—480 к.с. Створено версії зі зміненим бампером і витягнутими прямокутними фарами.

### Військові вантажівки
Для армії КНР завод виготовляє допрацьовані варіанти вантажівок стандартних серій «1924» (4x2), «1929А» (4x4) і «2629А» (6x6), а також танкові тягачі «3229S» (6x6) для роботи в складі автопоїздів повною масою до 50 т. Вони комплектуються китайським 240-сильним дизелем або моторами з турбонаддувом і проміжним охолодженням потужністю 270—326 к.с., виготовленими за ліцензіями фірми Daimler-Benz або австрійської Steyr.